# Steinbach (Mauerbach, Bach)
Der Steinbach ist ein Bach in Niederösterreich und Wien. Er ist ein Zubringer des Mauerbachs.

## Verlauf
Der Steinbach hat eine Länge von 4580 m bei einer Höhendifferenz von 221 m. Sein Einzugsgebiet ist 2,2 km² groß.
Der Bach entspringt im Bezirksteil Hadersdorf des 14. Wiener Gemeindebezirks Penzing. Er verläuft durch das Steinbachtal entlang der Landesgrenze zwischen Niederösterreich und Wien. Über weite Strecken ist der Bach stark verbaut. In der Ortschaft Steinbach unterquert er die Lebereckstraße bei der Lebereckbrücke, einer 8 m langen und 7 m breiten Straßenbrücke aus Stahlbeton. Er mündet schließlich in der niederösterreichischen Marktgemeinde Mauerbach linksseitig in den Mauerbach.
Beim Steinbach besteht eine geringe Gefahr von Überflutungen. Im Fall eines Jahrhunderthochwassers sind in geringem Ausmaß Infrastruktur und Wohnbevölkerung betroffen.

## Geschichte
Das Steinbachtal ist seit 1633 besiedelt, als Holzhackerhütten errichtet wurden. Im Jahr 1901 lebten hier 47 Einwohner in acht Häusern. Am oberen Ende des Tals etablierte sich ein Ausflugslokal. Die Lebereckbrücke wurde 1999 erbaut.

## Ökologie
Der Bach dient als Laichgewässer für Grasfrösche (Rana temporaria). Der seltene Steinkrebs (Austropotamobius torrentium) wurde 1993 wieder angesiedelt, nachdem dies in den Jahren zuvor bereits in den Wienerwaldbächen Hainbach und Eckbach erfolgt war.
Die Ufergehölze sind von Edel- und Weichholz geprägt. Zwei problematische invasive Pflanzen im Mündungsgebiet sind der Japanische Staudenknöterich und das Drüsige Springkraut.